# Murmanite
La murmanite è un minerale appartenente al supergruppo della seidozerite.